# Micukuri Kakicsi
Micukuri Kakicsi (japánul:箕作 佳吉, Hepburn-átírással: Kakichi Mitsukuri) (Edo, 1858. január 15. – 1909. szeptember 16.) japán zoológus.

## Élete
1858-ban született Japánban az akkor még Edónak nevezett Tokióban. 1873-ban érkezett az Amerikai Egyesült Államokba, ahol egyetemi tanulmányokat folytatott a Yale Egyetemen (1879) és a Johns Hopkins Egyetemen (1883). 1882-ben kinevezték a tokiói Császári Egyetem tudományos kollégiumának professzorává, majd 1893-ban az egyetemi tanács tagjává választották. 1896-ban vezetője lett a „medvefóka bizottságnak”, mely minőségében Japán nevében ő írta alá a megállapodást az Amerikai Egyesült Államokkal és az Egyesült Királysággal.
1901-ben a Tokió Egyetem tudományos kollégiumának dékánjává nevezték ki. 1907-ben érdemei elismeréseként megkapta az egyik legmagasabb számára adható érdemrendet, és élete hátralévő részében főleg adminisztratív ügyekkel foglalkozott. Úgy maradt meg az emlékezetben, hogy nem csak nagyszerű zoológus, hanem korának egyik legbefolyásosabb közéleti személye is volt. 1886 és 1896 között a teknősök embriológiájáról tudományos cikksorozatot jelentetett meg.
A koboldcápát (Mitsukurina owstoni) tiszteletére nevezték el. A Mitsukurinidae család és a Mitsukurina genus nevet is a tudós nevéből képezték. Az őskövületnek számító cápa egy példányát ugyanis Alan Owston angol származású tengerészkapitány fogta ki, és átadta Micukuri professzornak tanulmányozásra.

## Munkái
- Mitsukuri, Kakichi. Congress of arts and science: Universal exposition, St. Louis, 1904. Houghton, Mifflin and company, 694–732. o. (1906)

## Fordítás
- Ez a szócikk részben vagy egészben  a   Kakichi Mitsukuri című angol Wikipédia-szócikk ezen változatának fordításán alapul.  Az eredeti cikk szerkesztőit annak laptörténete sorolja fel. Ez a jelzés csupán a megfogalmazás eredetét és a szerzői jogokat jelzi, nem szolgál a cikkben szereplő információk forrásmegjelöléseként.